# Lužany (okres Plzeň-jih)
Lužany (německy Luschan) jsou obec v okrese Plzeň-jih v Plzeňském kraji. Žije zde 683 obyvatel.

## Geografie
Ves leží asi 3 kilometry jižně od města Přeštice. Ve vsi se nachází rybník, kolem vsi protéká řeka Úhlava, středem vsi prochází silnice I/27 (E53) z Plzně směrem ke Klatovům a německým hranicím.

## Části obce
- Lužany
- Dlouhá Louka
- Zelená Hora
- Zelené

## Historie
První písemná zmínka o vsi je z roku 1175. Roku 1245 je zmiňován vladyka Imram z Lužan (Ymram de Luzan). Markvart z Příchovic na Skočicích vystavěl roku 1583 na místě tvrze renesanční zámek. Příchovští z Příchovic zde sídlili do roku 1721.

## Pamětihodnosti
- Zámek Lužany
- Zámecký mlýn
- Sochy svatého Josefa

## Okolní obce
- Přeštice
- Borovy
- Roupov
- Vřeskovice
- Příchovice